# Блазар

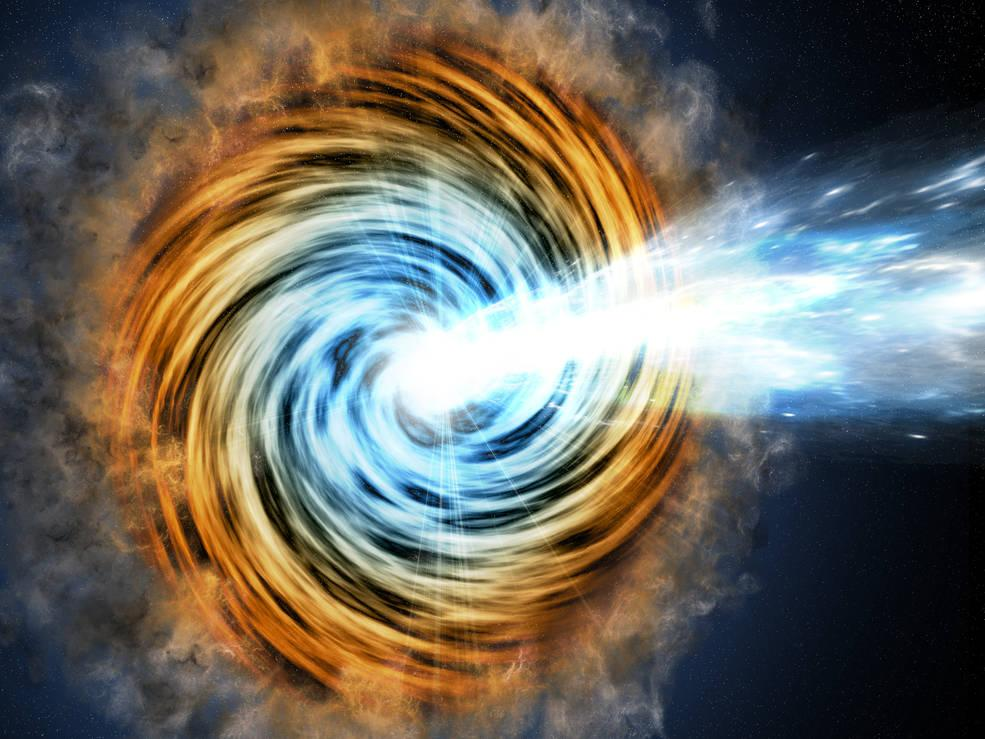
Блазар у художньому уявленні

Блазар — клас позагалактичних об'єктів, що об'єднує лацертиди та групу квазарів, яким властива високоамплітудна змінність блиску в оптичному діапазоні (Δm≥3m). Назва класу походить від позначення найвідомішого лацертида BL Ящірки — «лат. BL Lac» — та назви «квазар».
Блазари — порівняно рідкісний підклас активних ядер галактик (АЯГ), що характеризується релятивістським джетом, спрямованим майже на земного спостерігача (відхилення від променя зору — менше ніж 20°). Вважається, що релятивістські ефекти відіграють визначальну роль у спостережуваних властивостях блазарів. Об'єкти цього класу показують змінність блиску на різних довжинах хвиль і часових масштабах від годин до десятків років, виявляють високу (і змінну з часом) поляризацію випромінювання.
Блазаром, наприклад, вважається частина ядра галактики Маркарян 501 (Markarian 501), або ж гігантська радіогалактика розміром чотири мільйони світлових років у поперечнику PBC J2333.9-2343, яка була перекласифікована в блазар.